# Steve Marcus
Steve Marcus (18. september 1939 i Bronx, New York – 25. september 2005 i Pennsylvanien) var en amerikansk saxofonist.
Marcus er nok bedst kendt for sit 12 årige engagement i Buddy Rich big band (1975-1987), hvor han var præsenteret som en af hovedsolisterne. 
Inden det dannede han i slutningen af 1960´erne sammen med Larry Coryell, Bob Moses og Mike Nock et af de første fusions band´s gennem tiden, nemlig Count´s Rockband. 
Denne gruppe lavede en snes interessante indspilninger, som den dag i dag er klassikere.

## Diskografi
- Tomorrow Never Knows
- Count´s Rockband
- The Lord´s Prayer
- Green Line

### Sammen med Buddy Rich
- Big Band Machine
- Stick It
- Different Drummer
- Europe 1977
- Class Of 78
- Plays and Plays and Plays
- The Man From Planet Jazz
- Buddy Rich Band
- Live at the Café in San Francisco